# Косинський Каетан

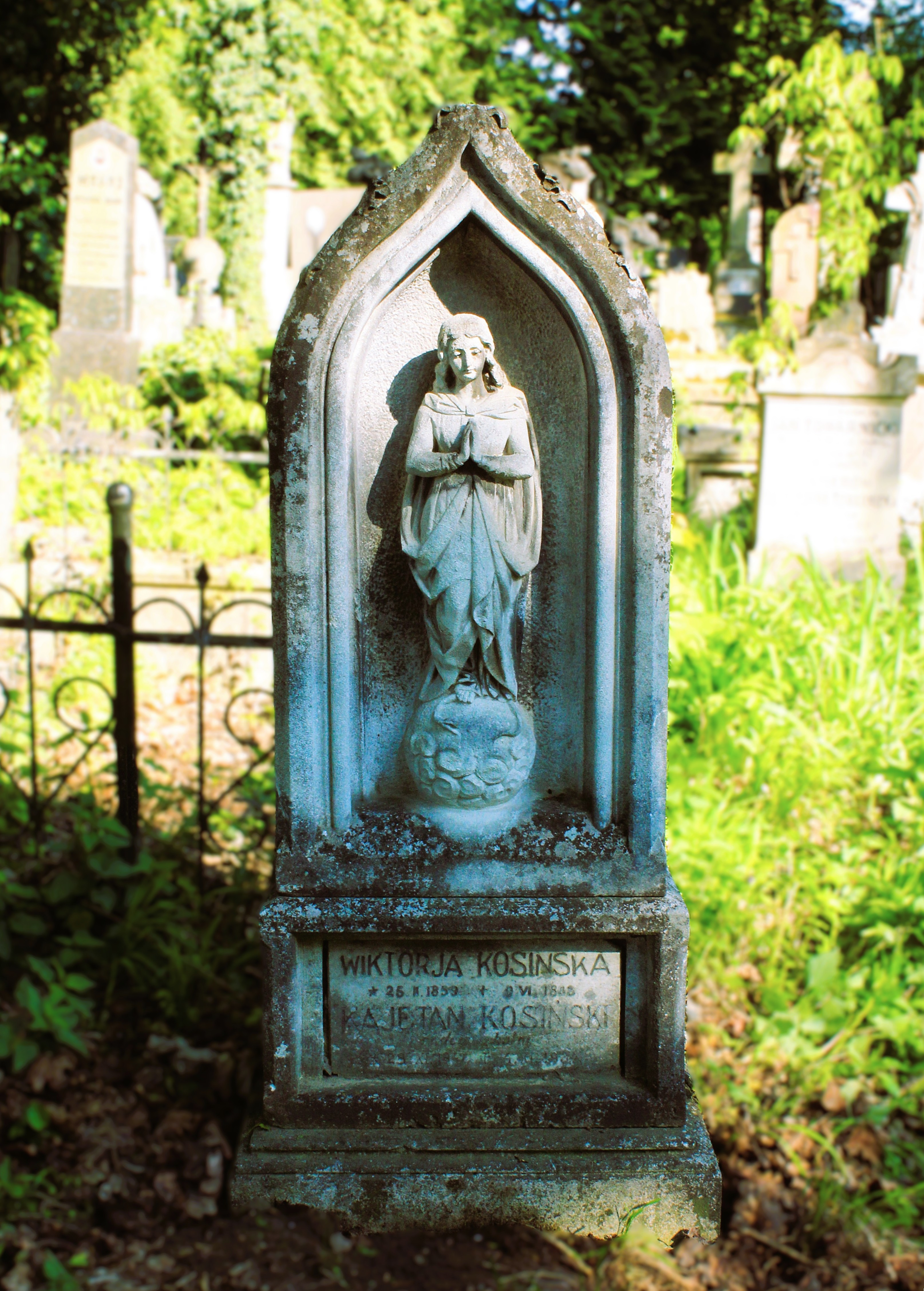
Надгробок на могилі Вікторії та Каетана Косинських

Каетан Коси́нський (псевдонім — Каетан Лужан; 28 листопада 1847, Лужани — 4 листопада 1934, Львів) — живописець і педагог.

## Біографія
Народився 28 листопада 1847 року в селі Лужанах (нині селище міського типу Чернівецького району Чернівецької області, Україна). Упродовж 1866–1869 років навчався у Віденській академії мистецтв.
Після закінчення навчання працював у Мюнхені, а з кінця 1869 року — у Снятині та Дрогобичі. З 1877 року викладав рисунок у Вищій реальній школі у Стрию; з 1893 року — у Першій вищій реальній школі у Кракові, був заступником директора. З 1907 року жив у Львові.
Помер у Львові у 1934 році. Похований на 12 полі Личаківського цвинтаря.

## Творчість
У реалістичній манері створював олійні та акварельні портрети, пейзажі, композиції на релігійну тематику, натюрморти, побутові сцени на селянську тематику. Серед робіт (усі – близько 1880–1900):
- «Блудний син»;
- «Селянський хлопчик»;
- «Нічна поїздка» (полотно, олія);
- «На санях» (картон, акварель);
- «На полюванні»;
- «Повернення з полювання»;
- «Напад вовків»;
- «Весілля»;
- «Селянин на возі»;
- «Вістка з поля битви»;
- «Батальна сцена».

Багато його картин загинуло у 1887 році у Стрию під час пожежі.